# 拓真館
拓真館（たくしんかん）は、北海道上川郡美瑛町にある写真のギャラリー。

## 概要
前田真三が開設した自主ギャラリー。廃校した美瑛町立千代田小学校跡地を利用し、美瑛町の協力を得てオープンした。名称は拓進という地名に前田真三の「真」と写真の「真」に因んで命名している。館内には前田がライフワークとして取り組んできた「丘」の連作を常設展示しているほか、長男の前田晃の作品も展示している。また、10,000坪にも及ぶ敷地は自然を残した部分と植栽した部分を区分けし、白樺（シラカンバ）の回廊やラベンダー、「ススキの小径」や「花園の道」などがあり、四季折々の風情を楽しむことができる。拓真館の開館により美瑛の田園風景がテレビCMなどに起用され、畑作地帯の景観が観光資源として確立する契機になった。拓真館は1988年（昭和63年）に『北海道町づくり100選』に選定され、1999年（平成11年）には前田真三とともに『日本写真協会賞』文化振興賞を受賞している。

## 利用案内
- 開館時間
  - 9:00 - 17:00（5月から10月）
  - 10:00 - 16:00（11月から4月）※冬季休館（要問合せ）
- 入館料：無料

## 沿革
商社勤務後、写真活動に入った前田真三が1971年（昭和46年）に約3ヶ月かけて行った日本列島を縦断する撮影旅行の帰路で出会ったのが美瑛・上富良野の丘であった。その後も前田は美瑛に通っては写真を撮り続けていた。拓真館となる旧千代田小学校で初めて写真を撮ったのは1978年（昭和53年）5月であり、前年には小学校跡地から1.5 km程美瑛市街寄りにある新星緑が丘で代表作の1つである『麦秋鮮列』を撮影していた。1985年（昭和60年）10月に翌年出版予定の写真集『丘の四季』に載せるポートレートを小学校跡地で撮影し、深く印象に残った。その直後に美瑛町役場の職員たちと会食する機会において旧千代田小学校のことが話題となり、当時の都市計画課長から跡地の有効利用について聞かれると、以前から美瑛の丘に撮影拠点が欲しいと思っていた前田は、冗談半分で「写真ギャラリーでもやってみようか」と答えた。翌年の春に写真集『丘の四季』が出版されて一段落すると、前田はもう一度美瑛の丘に密着して写真が撮りたいと思うようになっていた。そんな折に役場から連絡があり、町の全面的な協力の下でギャラリーを作ってくれないかと頼まれ、できる限りやってみようと決心した。その年の秋にギャラリーとして使用する体育館と併設する教室の屋根工事を終え、小さな住宅を新築した。そして雪解けとともに本格的な改修工事を行い、1987年（昭和62年）7月に開館した。
ギャラリー開館後は残り半分ある手つかずの敷地の整備に取り掛かり、自然の風致を生かした環境整備を目指した。まず、庭を半周する形で延べ250 m、2,300本の白樺（シラカンバ）を植えて並木道を作った。また、カタクリやカシワの木を移植するなど、少しずつ庭づくりを行っていった。

## アクセス・駐車場
四季の交流館が隣接している。
- 北海道旅客鉄道（JR北海道）美瑛駅から車で約15分
- 駐車場
  - 乗用車：10台
  - バス：15台